# Horacio Cartes

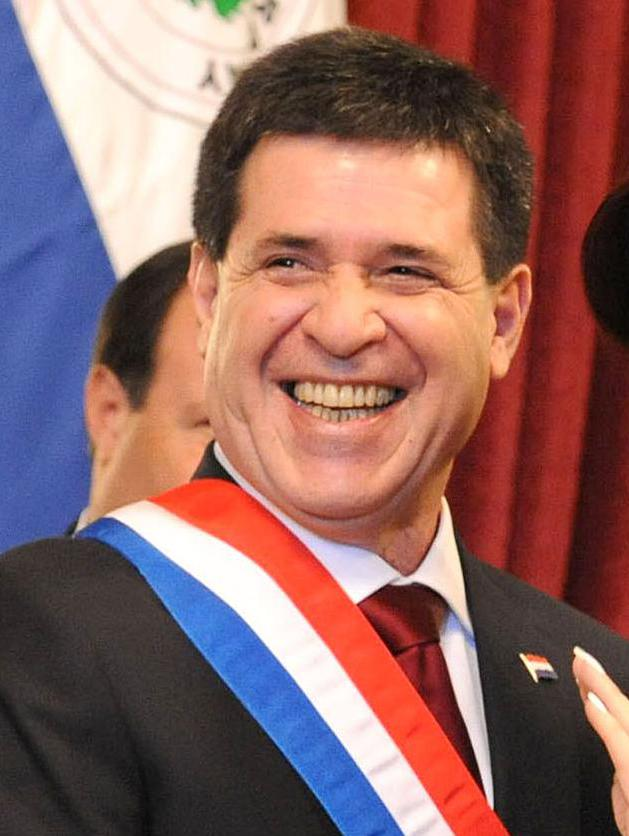
Horacio Cartes.

Horacio Manuel Cartes Jara, född 5 juli 1956 är en politiker och affärsman från Paraguay. Cartes tillhör Coloradopartiet och vann presidentvalet i Paraguay i april 2013. Han efterträdde Federico Franco som Paraguays president den 15 augusti 2013.
Cartes äger företagsgruppen Grupo Cartes som bland annat ägnar sig åt tobak, dryck, köttproduktion, och bankverksamhet. Han är ordförande i fotbollsklubben Club Libertad sedan 2001.